# Európai Szövetség a Szabadságért és a Demokráciáért
Az Európai Szövetség a Szabadságért és a Demokráciáért (angolul: European Alliance for Freedom and Democracy) az Európai Parlament képviselőcsoportja.  2020 nyarán alapították. Elnöke Mislav Kolakušić, alelnöke Dorien Rookmaker. 2020. október 1-jével kérték felvételüket az Európai Parlament képviselőcsoportjai közé. Jelentkezésüket elutasították. Miután a támogató pártok köre kibővült, 2021 folyamán ismét kérték a párt regisztrációját.
A párt politikai iránya populizmussal jellemezhető.

## Résztvevő politikai pártok
- Emberi Pajzs (Horvátország)
- Kukiz'15 (Lengyelország)
- Olasz Állati Párt (Olaszország)
- Szlovákia Patriótái (Szlovákia)